# Gabriel Antonio Pereira
Gabriel Antonio José Pereira Villagrán (Montevideo, 17 de março de 1794 - Montevideo, 14 de abril de 1861) foi um político uruguaio, presidente da República do Uruguai, interino em 1838 e constitucional entre 1856 e 1860.

## Biografia
Era filho do galego Antonio Pereira Gómez e de María da Asunción Villagrán Artigas. Também era sobrinho político e ao mesmo tempo sobrinho segundo de José Artigas, já que sua mãe era irmã de Rafaela Villagrán, esposa de Artigas quem era a sua vez sua primo irmão. Contraiu casal com seu prima fraterniza Dores Vidal Villagrán.
Em 1811 aderiu ao bando patriota, desempenhando diversos cargos militares como, por exemplo, Ayudante Maior de Artigas no segundo lugar de Montevideo, Capitão do corpo de Cívicos e Capitão do corpo de Libertos Orientais. Integrante da logia Caballeros Orientais da Masonería, opôs-se à incorporação a Portugal em 1821 quando se celebrou o Congresso Cisplatino. Foi regidor e prefeito provincial do Cabildo de Montevideo e partidário do movimento argentinizante de 1822-23. Foi enviado a Buenos Aires para concitar o apoio do governo vizinho, sem conseguí-lo.
Fez parte do governo provisório criado pelo levantamento de 1825 e foi um dos assinantes da Declaratória da Independência o 25 de agosto daquele ano. Foi representante de Canelones na Assembleia Geral Constituinte e Legislativa do Estado que redigiu a Constituição de 1830.
Foi eleito senador para a primeira legislatura instaurada em 1830. Posteriormente, foi Ministro de Fazenda entre 1831 e 1832, e novamente senador entre 1833 e 1839. Entre o 24 de outubro e o 1º de novembro de 1838 ocupou interinamente o Poder Executivo, depois da renúncia de Manuel Oribe. Mais tarde foi integrante da Assembleia de Notáveis, órgão que junto ao Conselho de Estado substituiu ao Parlamento a partir de 1843 no Governo da Defesa, e Ministro de Governo em 1847.
Foi eleito como Presidente da República para o perído 1º de março de 1856 - 1º de março de 1860. Durante seu mandato teve que enfrentar a Revolução de 1858 dos colorados conservadores, comandada pelo general César Díaz, que acabou com o chamado Massacre de Quinteros. Ao ano seguinte ocupou novamente uma banca de senador, falecendo pouco depois.
As suas atividades na maçonaria iniciaram-se, ao que parece, na década de 1820, ocupando importantes cargos dentro daquela até sua morte.